# Старые Киязлы
Ста́рые Киязлы́ (тат. Иске Киязлы) — село в Аксубаевском районе Республики Татарстан, административный центр Старокиязлинского сельского поселения.

## География
Село находится на реке Большая Сульча, в 23 км к юго-востоку от районного центра — посёлка городского типа Аксубаево.

## История
В «Списке населенных мест по сведениям 1859 года», изданном в 1866 году, населённый пункт упомянут как казённая деревня Киязла (Ишметева) 1-го стана Чистопольского уезда Казанской губернии. Располагалась при речках Киязле и Сельче, по правую сторону торгового тракта из Чистополя в Бугульму, в 95 верстах от уездного города Чистополя и в 47 верстах от становой квартиры в казённом пригороде Новошешминске. В деревне в 249 дворах жили 1419 человек (733 мужчины и 686 женщин). Была мечеть.

## Население
Численность населения по годам.
| 1782  | 1859  | 1897  | 1908  | 1922  | 1926  | 1949 |
| ----- | ----- | ----- | ----- | ----- | ----- | ---- |
| 110   | ↗1430 | ↗2425 | ↗2518 | ↘2300 | ↘1707 | ↘928 |
| 1958  | 1970  | 1979  | 1989  | 2002  | 2010  | 2015 |
| ↗1143 | ↗1516 | ↘1300 | ↘1055 | ↘1038 | ↘964  | ↗981 |
| 2021  |       |       |       |       |       |      |
| ↘747  |       |       |       |       |       |      |

Национальный состав села: татары.